# Maik Keller

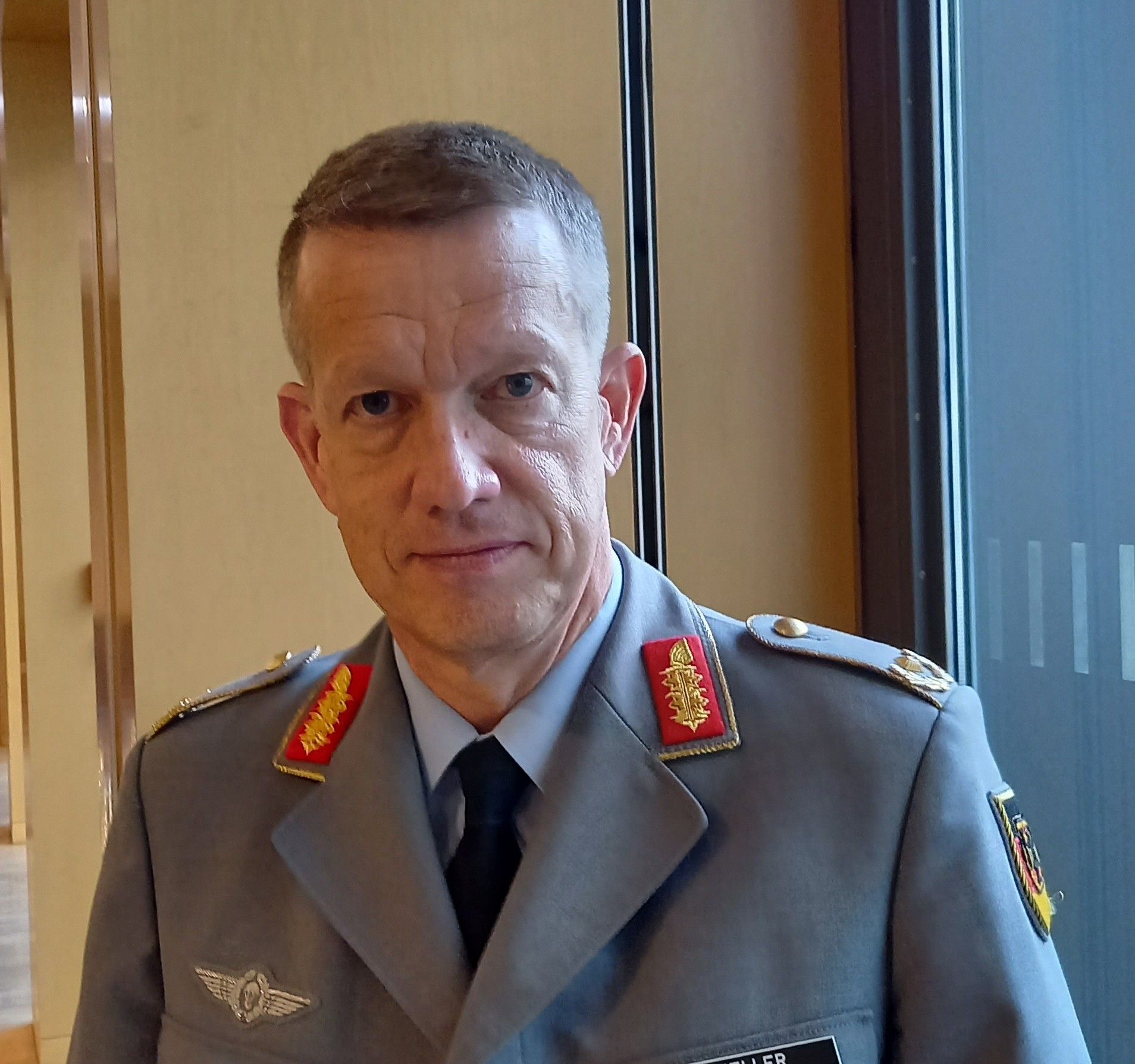
Maik Keller 2024 am Rande einer Veranstaltung in Berlin.

Maik Franz Josef Keller (* 15. März 1972) ist ein Generalmajor des Heeres der Bundeswehr und Deputy Commander Nato Security Assistance and Training for Ukraine.

## Militärische Laufbahn

### Ausbildung und erste Verwendungen
Keller trat 1992 als Grundwehrdienstleistender bei der Luftlandepionierkompanie 260 in Koblenz in die Bundeswehr ein. Nach dem Grundwehrdienst wurde er 1994 Offizieranwärter in der 4. Kompanie/Gebirgspionierbataillon 8 (GebPiBtl 8) in Brannenburg. Bis 1997 wurde Keller zum Pionieroffizier an der Pionierschule und Fachschule des Heeres für Bautechnik in München und an der Offizierschule des Heeres in Hannover ausgebildet. Nach einer Verwendung als Zugführer in der 3./GebPiBtl 8 in Brannenburg studierte Keller von 1997 bis 2000 Staats- und Sozialwissenschaften an der Universität der Bundeswehr München. Nachdem er das Diplom erlangt hatte, wurde Keller 2000 erneut Zugführer, diesmal in der 2. Kompanie des Brannenburger GebPiBtl 8. Von 2002 bis 2006 schloss sich eine Verwendung als Kompaniechef der 3. Kompanie des Panzerpionierbataillons 4 in Bogen an.

### Dienst als Stabsoffizier
Beim 3. Generalstabslehrgang Streitkräfte an der Führungsakademie der Bundeswehr in Hamburg wurde Keller von 2006 bis 2008 zum Offizier im Generalstabsdienst ausgebildet. Anschließend erfolgte bis 2009 der Einsatz als G3-Stabsoffizier (Ausbildung und Übung) beim Heeresführungskommando in Koblenz. Von 2009 bis 2010 nahm Keller an der britischen Generalstabsausbildung in Shrivenham im Vereinigten Königreich teil, wo er den Titel Master in Defense Studies des King’s College London erwarb.
Keller war anschließend bis 2012 Referent für militärpolitische Grundlagen und bilaterale Beziehungen mit Afrika und Europa im Planungsstab des Bundesministeriums der Verteidigung (BMVg) in Berlin. In dieser Zeit wurde das BMVg umgegliedert, sodass er in gleicher Verwendung Grundsatzreferent in der Abteilung Politik wurde. Keller führte von 2012 bis 2015, als Nachfolger von Oliver Kobza und Vorgänger von Kersten Kleinhans, das ihm vertraute Gebirgspionierbataillon 8, welches mittlerweile nach Ingolstadt verlegt worden war, als Bataillonskommandeur. Dies wurde gefolgt von einer erneuten Ministerialverwendung, diesmal als Referent für Planung und Landprojekte der Staatssekretärin Katrin Suder in Berlin. Von 2017 bis 2020 war Keller Büroleiter und persönlicher Referent von Suder, anschließend von ihrem Nachfolger Benedikt Zimmer im BMVg.

### Dienst als General
Am 23. April 2020 übernahm Keller im Dienstgrad Oberst die Führung der Gebirgsjägerbrigade 23 von seinem Vorgänger, Brigadegeneral Jared Sembritzki. Auf diesem Dienstposten erhielt er im Dezember 2020 auch die Ernennung zum Brigadegeneral. Im September 2022 übergab er die Führung der Brigade an Oberst Michael Bender und war bis April 2025 Unterabteilungsleiter Politik I im Bundesministerium der Verteidigung. Im Mai 2025 wurde er dann zum Deputy Commander Nato Security Assistance and Training for Ukraine in Wiesbaden ernannt und gleichzeitig zum Generalmajor befördert.

### Auslandseinsätze
- 1993 Teilnahme bei der United Nations Operation in Somalia II (UNOSOM II) in Somalia
- 2004 Kompaniechef der Pionierkompanie der Kosovo Force (KFOR) im Kosovo
- 2013 Chief Engineer im Hauptquartier des Regionalkommandos Nord der International Assistance Force (ISAF) in Masar-i Scharif in Afghanistan

### Orden und Ehrenzeichen
- 1993 UN-Medaille UNOSOM
- 2002 Ehrenkreuz der Bundeswehr in Bronze
- 2004 Einsatzmedaille KFOR in Bronze
- 2013 Einsatzmedaille ISAF in Bronze
- 2014 Ehrenkreuz der Bundeswehr in Gold
- unbekannt Fallschirmspringerabzeichen

## Privates
Keller ist verheiratet und hat zwei Kinder.